# 哈沃斯投影式

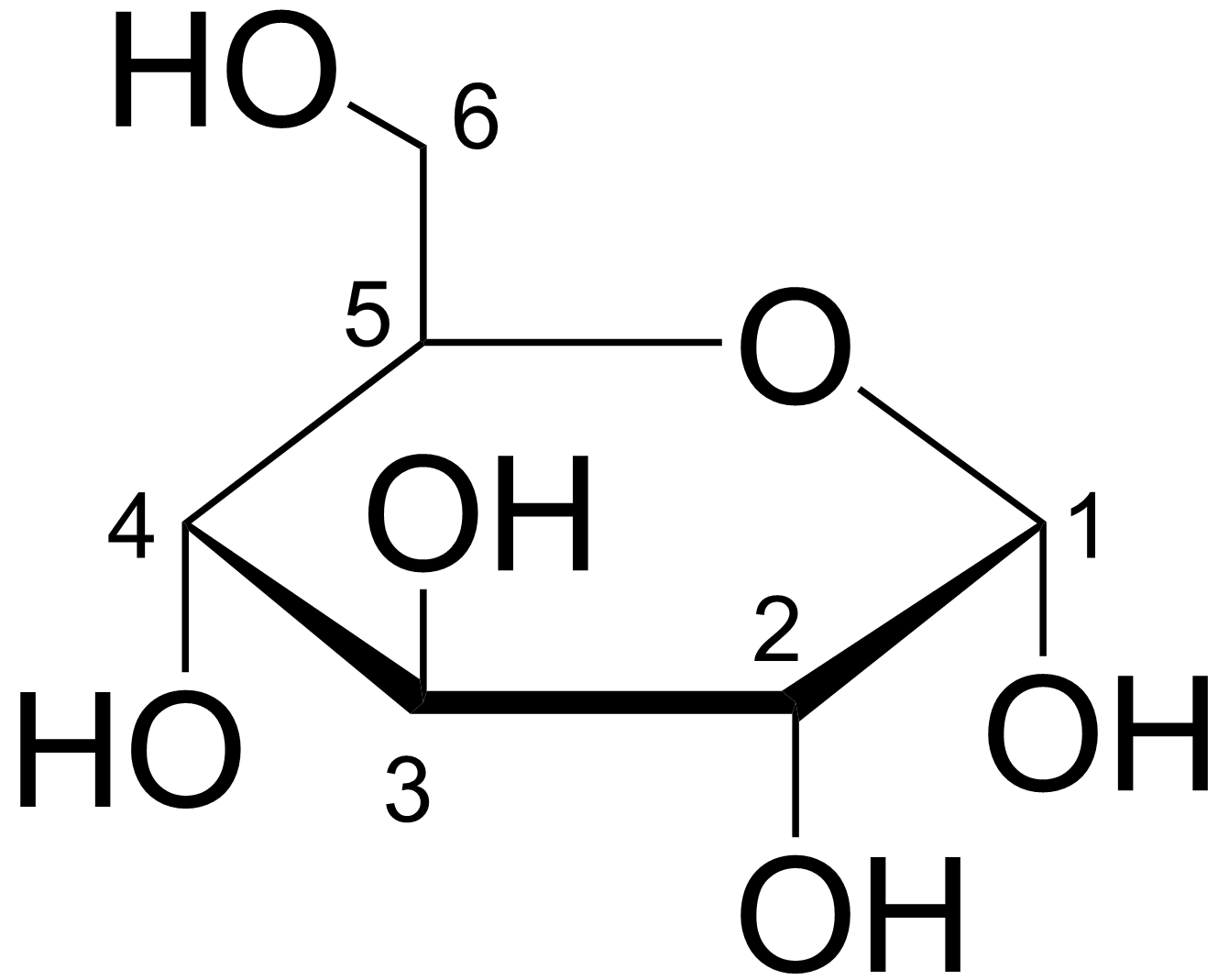
α-D-吡喃葡萄糖的哈沃斯透视式。

费歇尔投影式向哈沃斯透视式的转变过程，以葡萄糖为例。

哈沃斯投影式，是表示单糖、双糖或多糖所含单糖环形结构的一种常用方法，名称来源于英国化学家沃尔特·霍沃思。
哈沃斯透视式有以下特征：
- 一般成环的原子只有氧和碳，氧原子会标注出来，碳原子一般省略，以折点表示。
- 1号碳称为异头碳，该半缩醛/酮碳原子是原非手性的羰基碳。由异头碳可衍生出两种异构体，称为端基差向异构体，半缩醛羟基与5号碳羟甲基不在环平面一侧的定为α-异构体，反之定为β-异构体。
- 连到碳原子上的氢原子可以写出，也可省略，如右图。
- 粗线表示原子更接近观察者。在右侧示例中，2、3号原子（以及它们的对应羟基）最接近观察者，而1、4号原子相距观察者更远，剩余的5号等原子最远。